# Beesia calthifolia
Beesia calthifolia là một loài thực vật có hoa trong họ Mao lương. Loài này được Ulbr. mô tả khoa học đầu tiên năm 1929.

## Hình ảnh

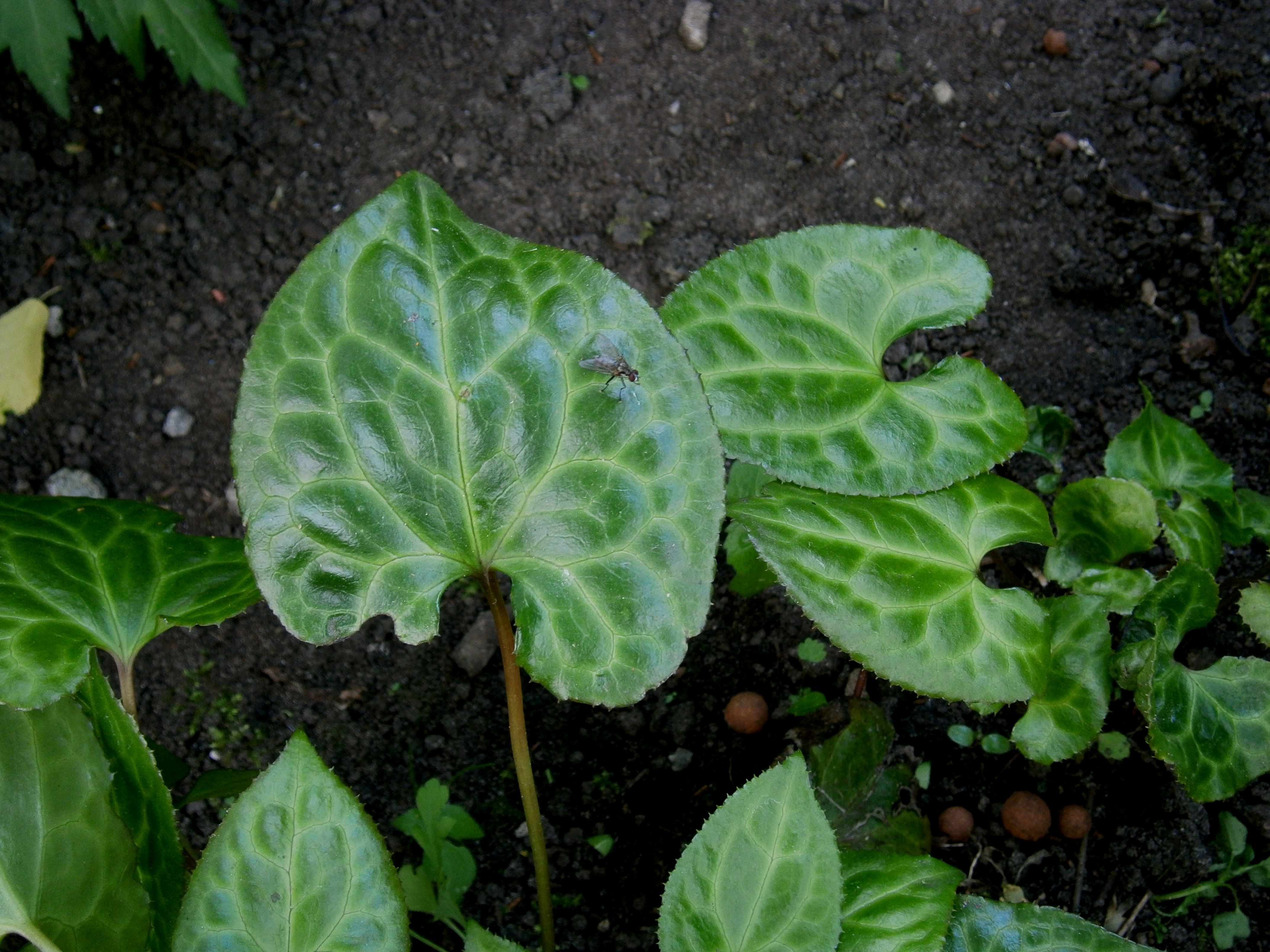
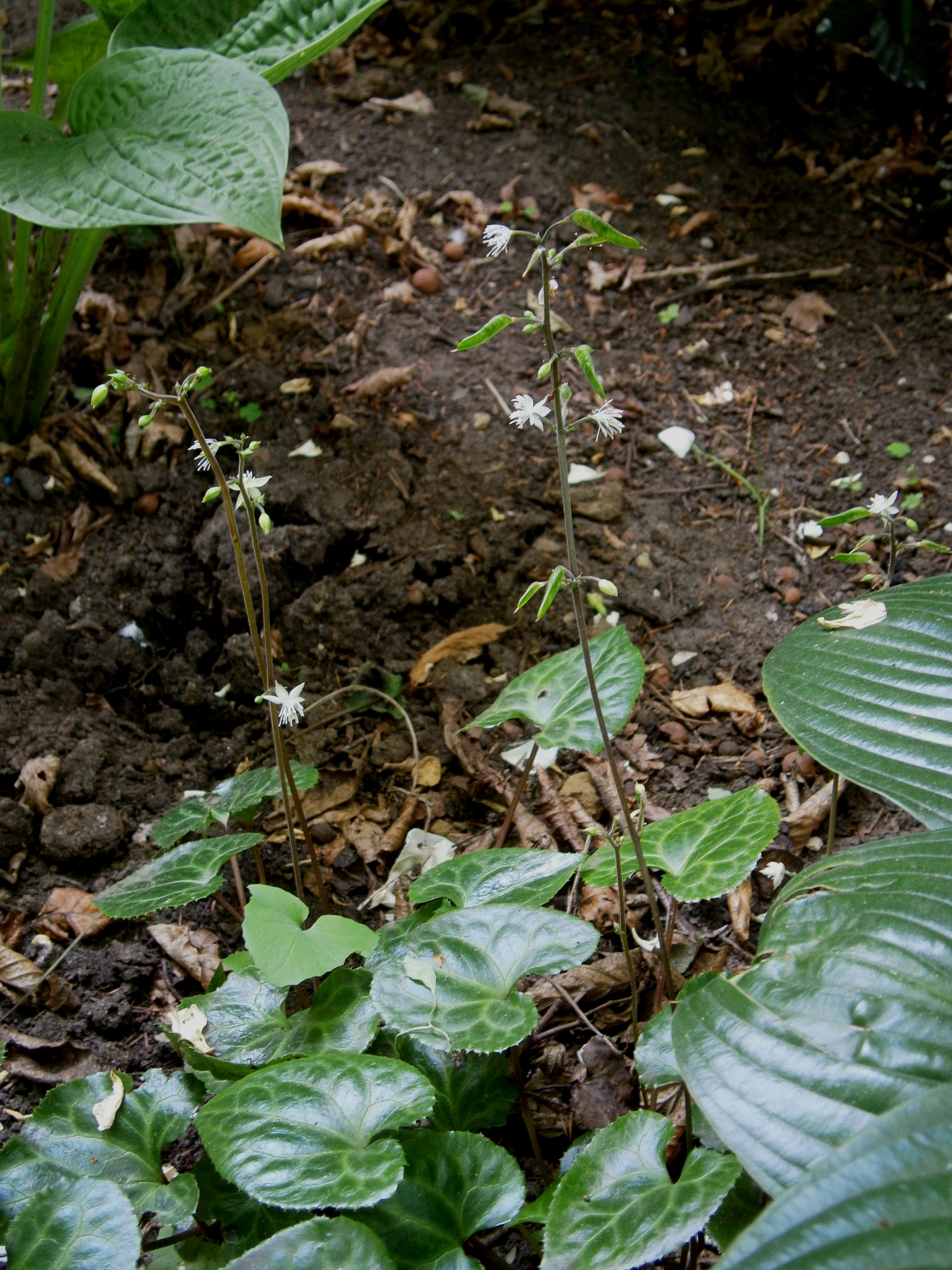
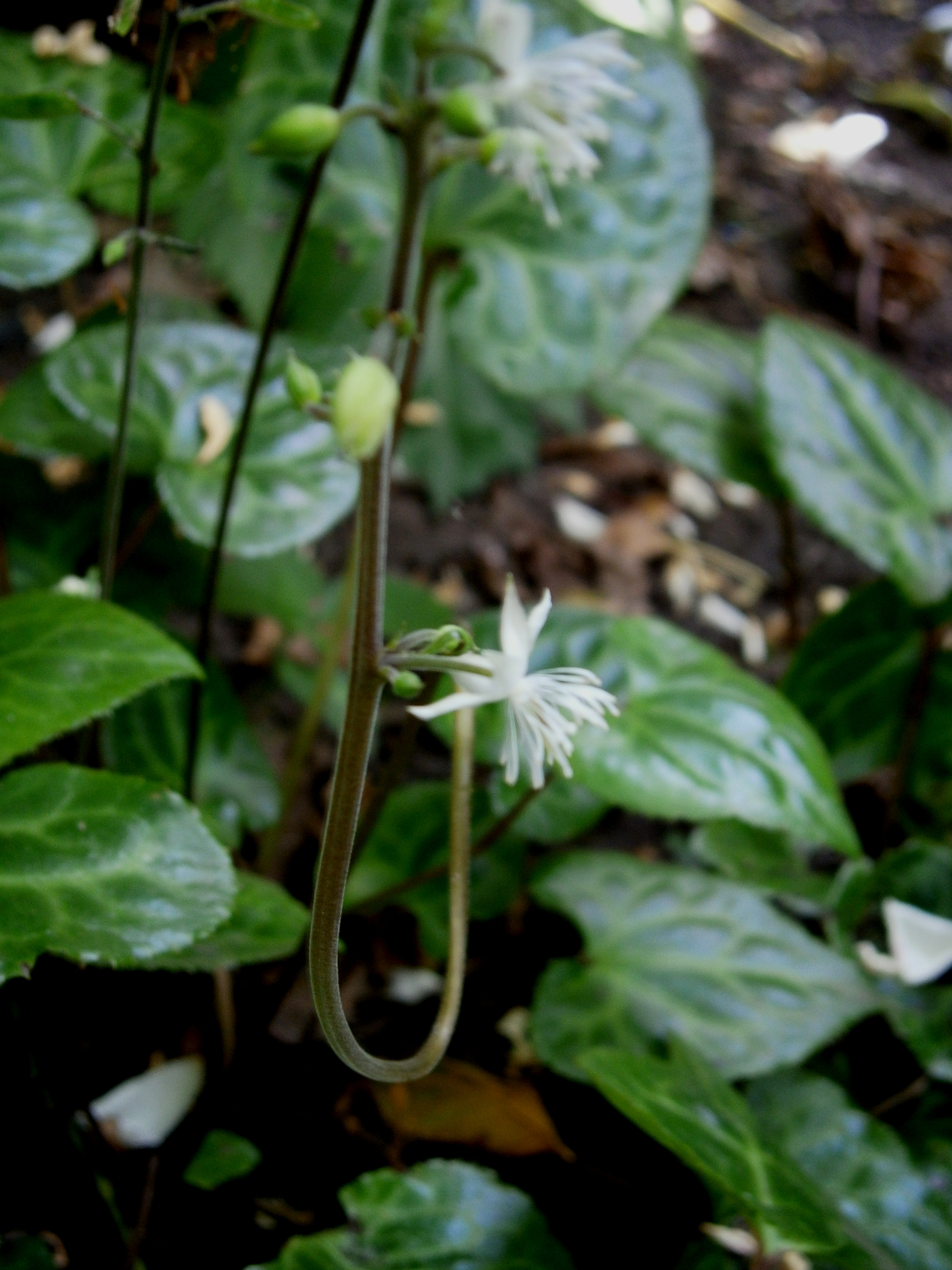
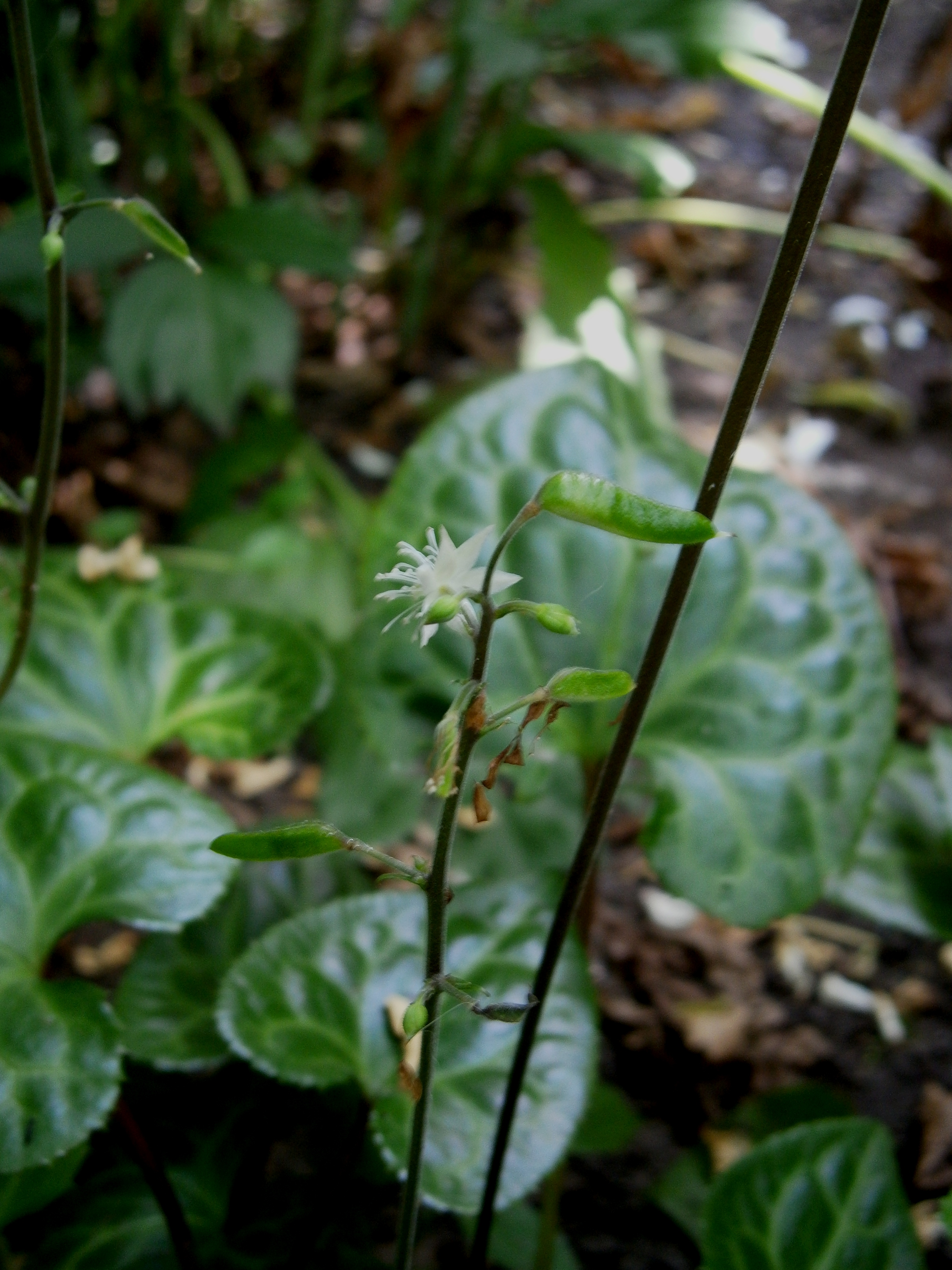